# Мендельсон, Лев Абрамович
Лев Абрамович Мендельсон (1898, Мстиславль, Могилёвская губерния, Российская империя — 1962, Москва, Московская область, Советский Союз) — советский экономист, доктор экономических наук (1935), профессор (1935), лауреат премии имени В. И. Ленина (1935).

## Биография
В 1918 вступил в РКП(б). Учился в лекторской группе Коммунистического университета имени Я. М. Свердлова до 1922, преподавал политическую экономию. В 1924—1925 на партийной работе на Урале. В 1925—1928 слушатель Института красной профессуры. С 1928 на научной работе в Институте экономических исследований Госплана СССР, одновременно в 1932—1941 и 1946—1951 заведующий сектором Института мирового хозяйства и мировой политики, а также Института экономики АН СССР. С 1935 преподавал политическую экономию в ряде ВУЗов Москвы, в 1951—1958 профессор кафедры политической экономии МГЭИ. В 1957—1962 заведующий сектором общих проблем империализма Института мировой экономики и международных отношений АН СССР.

Могила на Ваганьковском кладбище

Похоронен на 8-м участке Ваганьковского кладбища.

## Труды
- Новые материалы к работе В. И. Ленина «Империализм как высшая стадия капитализма». 2-е изд. М., 1936;
- Экономические кризисы и циклы XIX века. М., 1949;
- Теория и история экономических кризисов и циклов, т. 1-3. М., 1959—1964.[4]